# Veľké Turovce
Veľké Turovce (hongrois : Nagytúr) est un village de Slovaquie situé dans la région de Nitra.

## Histoire
Première mention écrite du village en 1156.
La localité fut annexée par la Hongrie après le premier arbitrage de Vienne le 2 novembre 1938. À la libération, la commune a été réintégrée dans la Tchécoslovaquie reconstituée.
Le hameau de Dolné Turovce était une commune autonome en 1938. Il comptait 440 habitants en 1938 Elle faisait partie du district de Šahy (hongrois : Ipolysági járás). Le nom de la localité avant la Seconde Guerre mondiale était Dolnie Turovce. Durant la période 1938 -1945, le nom hongrois Kistúr était d'usage.
Le hameau de Stredné Turovce était une commune autonome en 1938. Il comptait 451 habitants en 1938 Elle faisait partie du district de Šahy (hongrois : Ipolysági járás). Le nom de la localité avant la Seconde Guerre mondiale était Strednie Turovce/Közép-Tur. Durant la période 1938 -1945, le nom hongrois Középtúr était d'usage.

## Démographie

### Évolution de la population
| Année:               | 1994. | 2004.   | 2014.   | 2024.   |
| -------------------- | ----- | ------- | ------- | ------- |
| Nombre de personnes: | 822   | 806     | 750     | 749     |
| Différence:          |       | -1,94 % | -6,94 % | -0,13 % |

| Année:               | 2023. | 2024.   |
| -------------------- | ----- | ------- |
| Nombre de personnes: | 742   | 749     |
| Différence:          |       | +0,94 % |